# محوطه آستانه وروچال زیمی
محوطه‌های آستانه وروچال زیمی مربوط به دوران‌های تاریخی پس از اسلام است و در شهرستان رودسر، بخش رحیم‌آباد، روستای بلکوت واقع شده و این اثر در تاریخ ۲ بهمن ۱۳۸۲ با شمارهٔ ثبت ۱۰۷۴۶ به‌عنوان یکی از آثار ملی ایران به ثبت رسیده است.